# Mahir Şükürov
Mahir Şükürov (ur. 12 grudnia 1982 w Baku) – azerski piłkarz grający na pozycji obrońcy, reprezentant Azerbejdżanu. Od 2012 roku jest zawodnikiem azerskiego klubu Neftçi PFK. W reprezentacji Azerbejdżanu zadebiutował w 2004 roku. Do 10 października 2013 roku rozegrał w niej 68 meczów, w których zdobył 4 bramki.